# Roland Seitz
Roland Seitz (* 1. Oktober 1964 in Neumarkt in der Oberpfalz) ist ein ehemaliger deutscher Fußballspieler und heutiger Trainer.

## Karriere

### Als Spieler
Er war Jugendspieler beim ASV Neumarkt und ihm gelang über die Oberligisten SpVgg Unterhaching (1985/86), FC Augsburg (1986/87), 1. FC Amberg (1987–1989) und TSV Vestenbergsgreuth (1989–1992) als Torschützenkönig der Oberliga der Sprung ins Profigeschäft zum MSV Duisburg, für den er von 1992/1993 in 16 Zweitligaspielen (3 Tore) und 1993/94 in einem Bundesligaspiel aktiv war. In der Winterpause der Saison 1993/94 wechselte der Offensivspieler zurück in die Zweite Liga zum FC 08 Homburg, wo er in zwei Spielen noch aktiv war. Anschließend spielte er eine weitere Saison beim FC Augsburg und wechselte als Spielertrainer zu seinem Heimatverein ASV Neumarkt (1995–1998). Seine aktive Karriere beendete er als Spielertrainer bei der SpVgg Jahn Forchheim, die er 1999/2000 in der Bayernliga trainierte.

### Als Trainer
Zunächst war er als Spielertrainer beim ASV Neumarkt drei Jahre lang aktiv und feierte u. a. den Aufstieg in die Landesliga Mitte. Auch bei seinen weiteren Stationen konnte er als Trainer überzeugen und feierte schon bei seinem nächsten Verein SSV Jahn Regensburg, den er in der Saison 1998/99 betreute, den Aufstieg in die Bayernliga.
Nach einer Saison (1999/2000) bei der SpVgg Jahn Forchheim wechselte er zur zweiten Mannschaft der SpVgg Greuther Fürth, mit denen er gleich in der ersten Saison den Aufstieg in die Landesliga Mitte und einem Jahr später sogar den Aufstieg in die Bayernliga besiegeln konnte. Kurios dabei: In den letzten Wochen der Saison 1999/2000 coachte Seitz Jahn Forchheim und die Fürther Amateurvertretung parallel. Während er mit Forchheim den sportlichen Klassenerhalt schaffte (der Verein zog freiwillig aus der Bayernliga zurück) realisierte er durch einen 2:1-Erfolg der Fürther beim TSV Neunkirchen den Landesligaaufstieg.
Seine bisher erfolgreichste Zeit konnte er beim 1. SC Feucht von 2001/02 bis 2004/05 verbuchen. Er hielt den Abstiegskandidaten zunächst erfolgreich in der Bayernliga und stieg bereits 2002/03 in die Regionalliga Süd auf. Als einziger Aufsteiger konnte sich der Feucht unter seiner Führung mit einem sehr geringen Etat souverän auf Platz acht in der Regionalliga Süd etablieren. Jedoch musste sich der Verein in der Saison 2004/05 wegen Insolvenz aus der Regionalliga Süd zurückziehen.
Nach einem Jahr Pause und einem kurzen Gastspiel von Juni bis September 2006 beim Oberligisten Eintracht Trier wechselte Seitz im Herbst zum Zweitligisten SC Paderborn 07, wo er die Nachfolge des zurückgetretenen Cheftrainers Jos Luhukay antrat. Bereits zum Ende der Hinrunde 2006/07 sah sich Seitz massiven Fanprotesten ausgesetzt. Im Zentrum der Kritik standen der Umgang mit einigen Spielern – insbesondere mit dem in Ungnade gefallenen Yilmaz Örtülü – sowie seine allgemeine Außendarstellung. Der Vorstand sprach ihm zwar zunächst das Vertrauen aus, Ende Dezember 2006 wurde er dann doch von seinen Trainerpflichten in Paderborn entbunden.
Am 29. Dezember 2007 wurde bekannt, dass er beim FC Erzgebirge Aue die Nachfolge von Gerd Schädlich antreten werde. Nach nur zehn Punkten aus zwölf Ligaspielen gab der Verein jedoch schon nach vier Monaten, am 21. April 2008, die vorzeitige Trennung bekannt. Am 26. Juni 2008 gab der Regionalligist SSV Reutlingen die Verpflichtung von Roland Seitz als Trainer zum 1. Juli 2008 bekannt. Er erhielt einen Ein-Jahres-Vertrag. Diesen löste er auf, nachdem Reutlingen Insolvenz angemeldet hatte.
Zur Saison 2010/11 kehrte Seitz zu Eintracht Trier zurück, wo er die Betreuung der in der Regionalliga spielenden ersten Mannschaft übernahm. Nach einem schwachen Start nach der Winterpause 2014 wurde Seitz im März 2014 von seinen Aufgaben als Trainer und sportlicher Leiter der Eintracht Trier freigestellt. Sein Nachfolger wurde der ehemalige Trainer der SV Elversberg, Jens Kiefer.
Zum 14. April 2014 übernahm Seitz das Amt des Vorstandes Sport der SV Elversberg. Ebenso übernahm er am selben Tag den Posten als Cheftrainer von Dietmar Hirsch, der nach der vorangegangenen 0:2-Niederlage gegen die SpVgg Unterhaching freigestellt worden war. Seitz konnte den Abstieg der Elversberger aus der 3. Liga nicht verhindern und beschränkte sich anschließend wieder auf die Funktion des Sportlichen Leiters. Sein Nachfolger als Trainer wurde Willi Kronhardt.
Nach der Freistellung von Karsten Neitzel am 11. März 2018 übernahm Seitz wiederum zusätzlich das Traineramt interimsmäßig, am 15. April gab der Verein bekannt, dass Seitz auch in der folgenden Saison in der Doppelfunktion tätig sein wird. Nach einem durchwachsenen Auftakt zur Regionalliga-Spielzeit 2018/19 trennte sich der saarländische Verein jedoch Ende Oktober vorzeitig von Seitz und bestimmte den bisherigen Scouting-Leiter Nils-Ole Book als Sportdirektor-Nachfolger und Horst Steffen als Trainer-Nachfolger.
Zur Saison 2019/20 übernahm Seitz das Amt des Cheftrainers und sportlichen Leiters beim in die Regionalliga Südwest abgestiegenen VfR Aalen. Infolge des Abstiegs musste bis zum Saisonstart bis auf zwei Torhüter eine komplett neue Mannschaft zusammengestellt werden. In der darauf folgenden Saison konnte daraufhin mit dem 14. Platz ein weiterer Abstieg in die Oberliga verhindert werden. Seitz’ zunächst auf ein Jahr befristeter Vertrag war bereits im Oktober 2019 um zwei weitere Jahre verlängert worden. Nach relativ inkonstanten Leistungen der Mannschaft in der folgenden Saison 2020/21 wurde Seitz im März 2021, trotz eines 1:0-Sieges einen Tag zuvor am 28. Spieltag gegen den VfB Stuttgart II, von seinen Aufgaben entbunden. Das Team belegte zu diesem Zeitpunkt den 13. Tabellenplatz mit vier Punkten Vorsprung auf die Abstiegsränge.
Am 4. Juni 2022 gab dann der luxemburgische Zweitligist FC Berdenia Berburg die Verpflichtung des Trainers zur neuen Saison bekannt. Doch schon ein halbes Jahr später wechselte Seitz auf dem 4. Platz liegend zum deutschen Regionalligisten SGV Freiberg. Nach dem letzten Spieltag des Jahres 2024 löste er seinen Vertrag bei Freiberg auf, um ab Anfang 2025 die Cheftrainerposition beim Ligakonkurrenten FC 08 Homburg zu übernehmen.

## Statistik
| Spielerstatistik | Spielerstatistik | Spielerstatistik |
| Liga             | Spiele           | Tore             |
| ---------------- | ---------------- | ---------------- |
| 1. Bundesliga    | 1                | 0                |
| 2. Bundesliga    | 18               | 3                |
| Regionalliga     | 22               | 8                |
| Bayernliga       | 241              | 87               |
| Landesliga       | 99               | 70               |
| Bezirksoberliga  | 30               | 26               |
| Bezirksliga      | 58               | 40               |

## Erfolge
| Als Spieler | Als Spieler             | Als Spieler                        |
| Saison      | Mannschaft              | Ereignis                           |
| ----------- | ----------------------- | ---------------------------------- |
| 1991/92     | TSV Vestenbergsgreuth   | Torschützenkönig in der Bayernliga |
| 1992/93     | MSV Duisburg            | Bundesliga-Aufstieg                |
| Als Trainer |                         |                                    |
| Saison      | Mannschaft              | Ereignis                           |
| 1995/96     | ASV Neumarkt            | Aufstieg in die Landesliga Mitte   |
| 1998/99     | Jahn Regensburg         | Aufstieg in die Bayernliga         |
| 1999/00     | SpVgg Greuther Fürth II | Aufstieg in die Landesliga Mitte   |
| 2000/01     | SpVgg Greuther Fürth II | Aufstieg in die Bayernliga         |
| 2002/03     | 1. SC Feucht            | Aufstieg in die Regionalliga Süd   |
| 2009/10     | Eintracht Trier         | Rheinlandpokal-Sieger              |
| 2010/11     | Eintracht Trier         | Rheinlandpokal-Sieger              |
| 2012/13     | Eintracht Trier         | Rheinlandpokal-Sieger              |
| 2017/18     | SV 07 Elversberg        | Saarlandpokal-Sieger               |